# Operación Reinhard en Cracovia

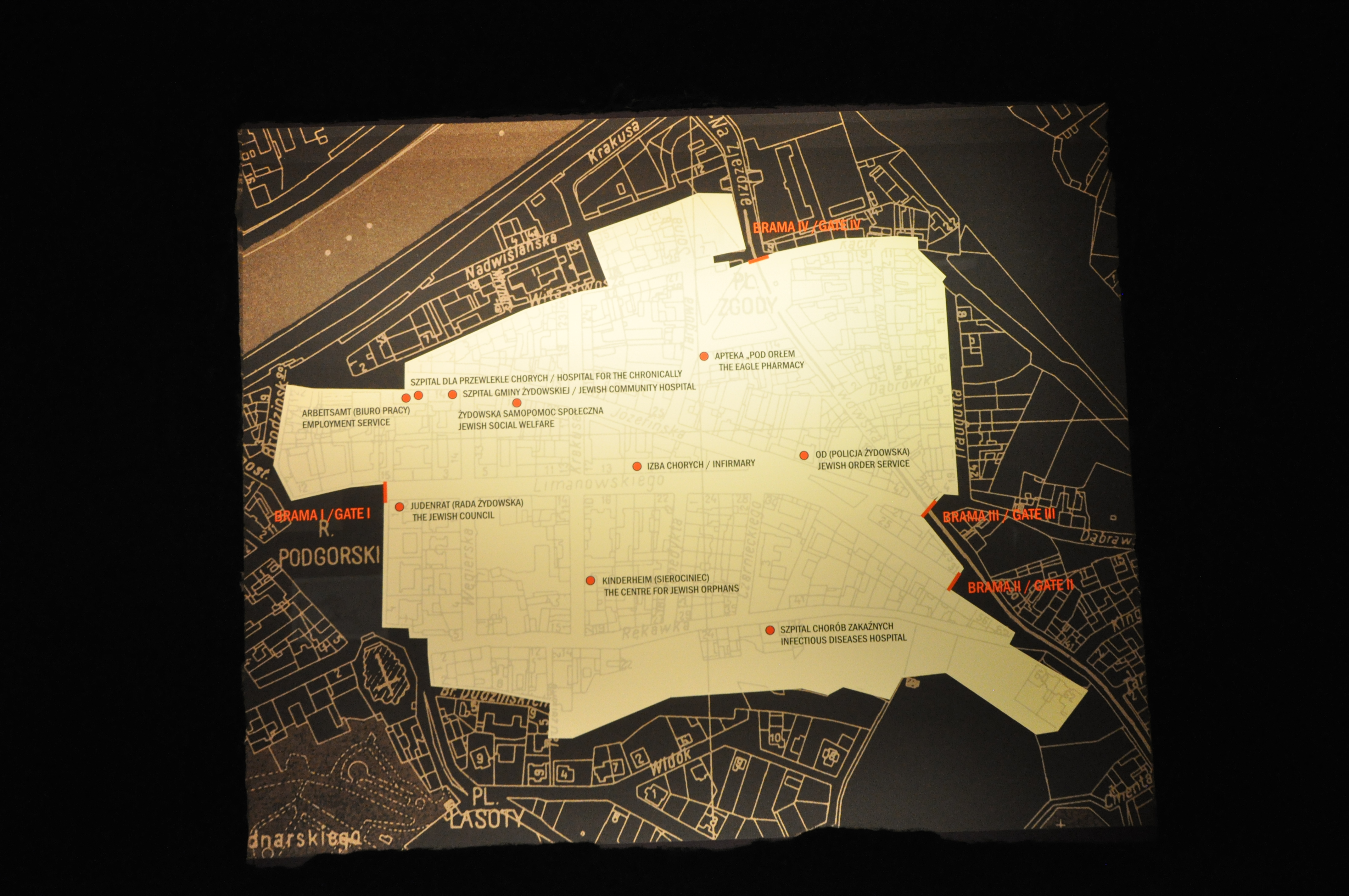
Plano del Gueto

La Operación Reinhard en Cracovia, nombre clave original Aktion Krakau fue la mayor operación llevada a cabo por la Alemania nazi contra la población judía de Cracovia en 1942. La campaña estuvo liderada por las SS y el Jefe de Policía de las Waffen-SS: Julian Scherner.
Mediante una łapanka se produjo un asesinato en masa bajo las órdenes del Polizeiführer Odilo Globocnik en el Gobierno General.

## Historia

### Reasentamientos
A primeros de 1941 la población judía fue obligada a reubicarse en el Gueto situado en el distrito de Podgórze, lejos de Kazimierz, distrito de mayoría judía. Para que pudieran trabajar fuera del gueto, se creó una Arbeitsamt (oficina de empleo alemana). A partir de 1942, la íntegra totalidad de la población judía de Gran Cracovia, incluyendo veintinueve localidades de alrededor fue forzada a trasladarse al mismo gueto, en el cual, cada habitante disponía de 4 m³ de espacio.

### Traslado forzoso de judíos

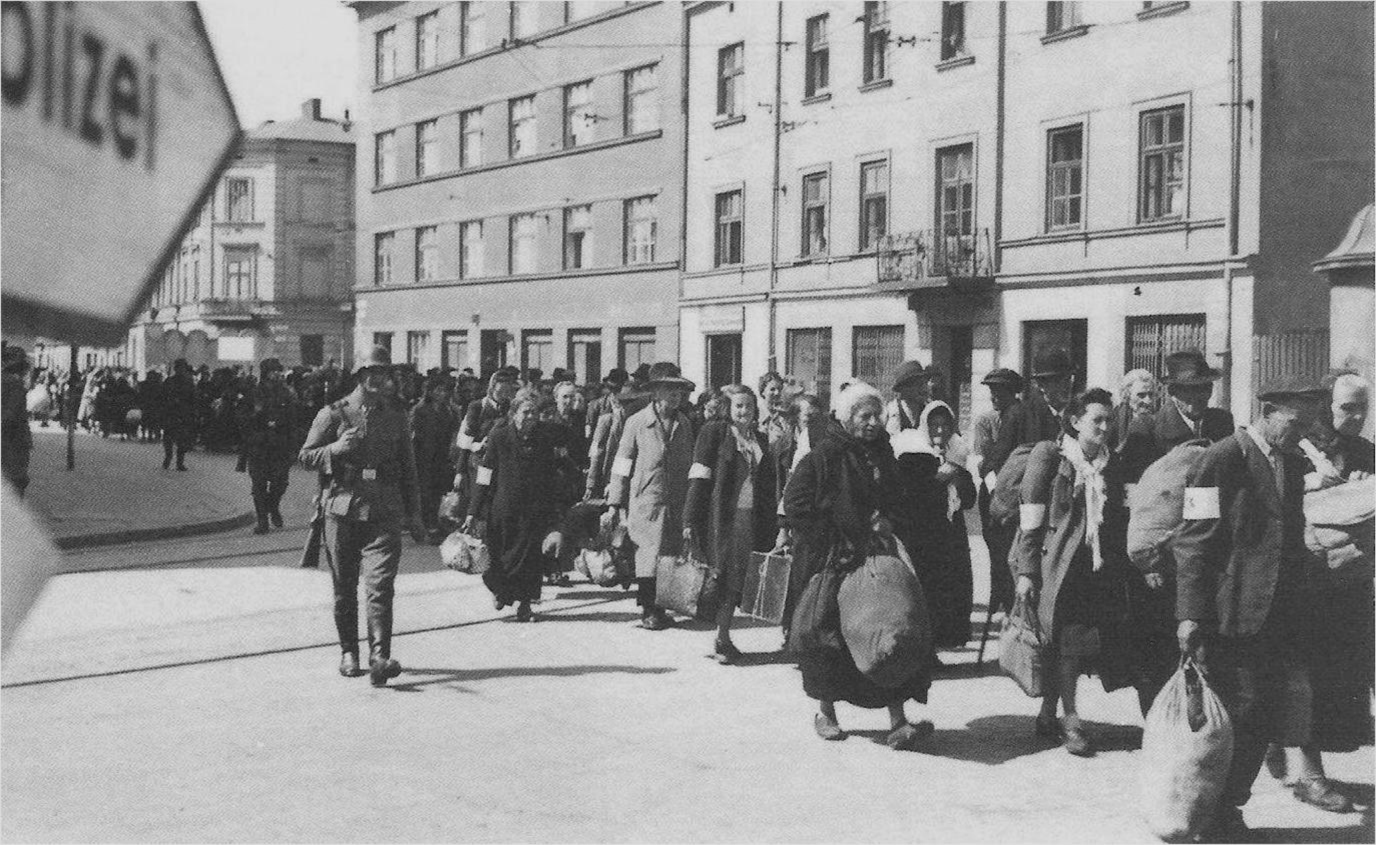
Deportación de judíos del Gueto hacía los campos de concentración

El 1 de junio de 1942, el gueto fue rodeado por la policía alemana y las SS. Para tranquilizar a la población de la zona y llevar con "tranquilidad" la misión a cabo, las SD y las SiPo, entre los que se encontraban Willi Haase (SS-Obersturmbannführer), Becher (SS-Obersturmführer) y Heinrich (SS-Hauptscharführer), afirmaron que la operación "formaba parte del programa de reasentamientos".
Aquellos judíos que trabajaban en factorías alemanas tuvieron permiso para quedarse, mientras que un grupo de 7.000 fueron transportados hacia la Plaza Zgody y escoltados hacia la estación férrea de Prokocim.
El 5 de junio, otros 4.000 judíos fueron deportados al campo de exterminio de Bełżec de manera similar.

### Liquidación del Gueto
Del día 13 al 14 de marzo de 1943 se produjo la "liquidación" final del Gueto bajo la supervisión del SS-Sturmbannführer Amon Göth. Aquellos todavía capacitados para trabajar fueron trasladados a Płaszów mientras que los demás fueron masacrados en las calles o en los hogares. Otros tantos que fueron tomados como cautivos fueron deportados a Auschwitz. De acuerdo con los historiadores Ernst Klee y Volker Riess, las autoridades germanas de la Grenz Polizeikommissariat se mostraron entusiasmadas con formar parte del asesinato en masa de los judíos tanto de la ciudad, como de la periferia con el fin de obtener importantes beneficios económicos.

Varios miembros de la Grenz Polizeikommissariat, salvo algunos, se mostraron satisfechos de formar parte de los tiroteos contra los judíos, tenían la pelota en su tejado. Hoy en día no podrían decir nada así. Nadie falló a la hora de devolverla. Insisto a todos aquellos que hoy ofrecen una falsa impresión cuando dicen que esas acciones contra los judíos fueron "sin premeditación" que eso fue simplemente puro odio hacia ellos. Buscaban venganza, su dinero y sus bienes. No nos portemos como críos, allá donde ibas, siempre había algo que pillar. Los judíos pobres fueron expropiados, los judíos ricos fueron expoliados, y sus casas desalojadas.
Miembro de la Kriminalpolizei del distrito de Cracovia, "Los Buenos Días de Antaño": El Holocausto Visto por sus Perpetradores.

## Fábrica de Oskar Schindler
La mayoría de judíos supervivientes a la masacre del gueto de entre 1942 a 1943 procedían de la Deutsche Emaillewaren Fabrik, empresa propiedad de Oskar Schindler. Con sus influencias, persuadió a varios oficiales de las SS para permitirle trasladarse, junto con 1.200 trabajadores judíos a Brünnlitz, Protectorado de Bohemia y Moravia salvándolos de una muerte certera.